# Vásártér (Mátészalka)
Vásártér Mátészalka egyik városrésze a Jármi út, Ópályi út és a vasút közötti háromszögben. 1920 körül itt alakították ki Mátészalka vásárterét.

## Története
Neve 1912-ben Vásártér, 1917-ben Vásártér ucca, 1917-ben Vásártér utcza, 1927-ben Vásártér u., 1958-ban és 1972-ben Vásártér, Régi vásártér, Ifjúság tér.
1860 körül alakult ki a város északi oldalának új részeként, déli oldalát. Az 1920-as években itt hozták létre a település „új” vásárterét. Vásártér elnevezése már 1910 körül kialakult, de az 1960-as évektől egy ideig a Medgyesi út mellett kialakított új vásártéren tartották a vásárokat. Ezután elnevezése egy ideig Régi vásártér, Vásártér volt, ma pedig Ifjúság tér.

## Galéria

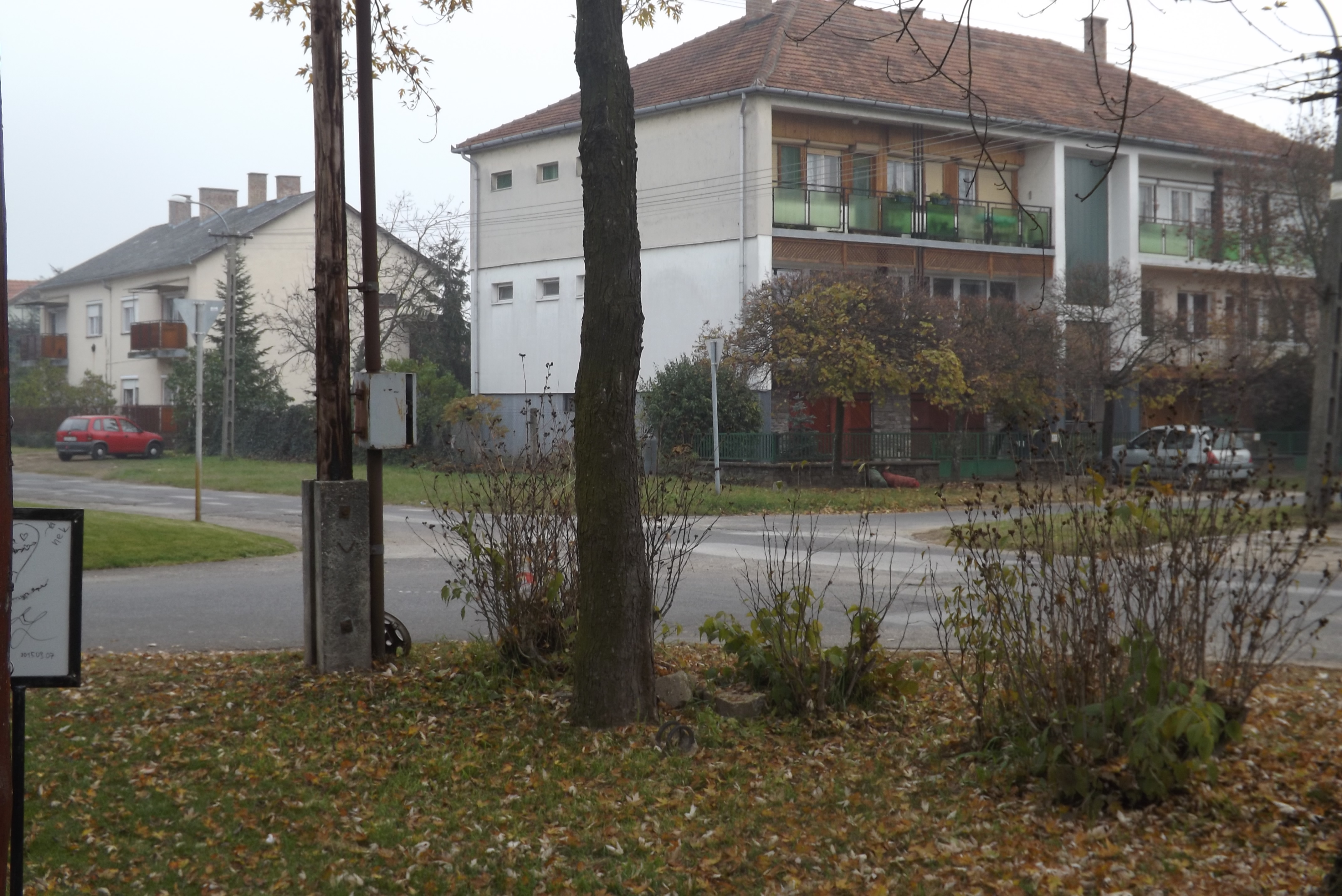
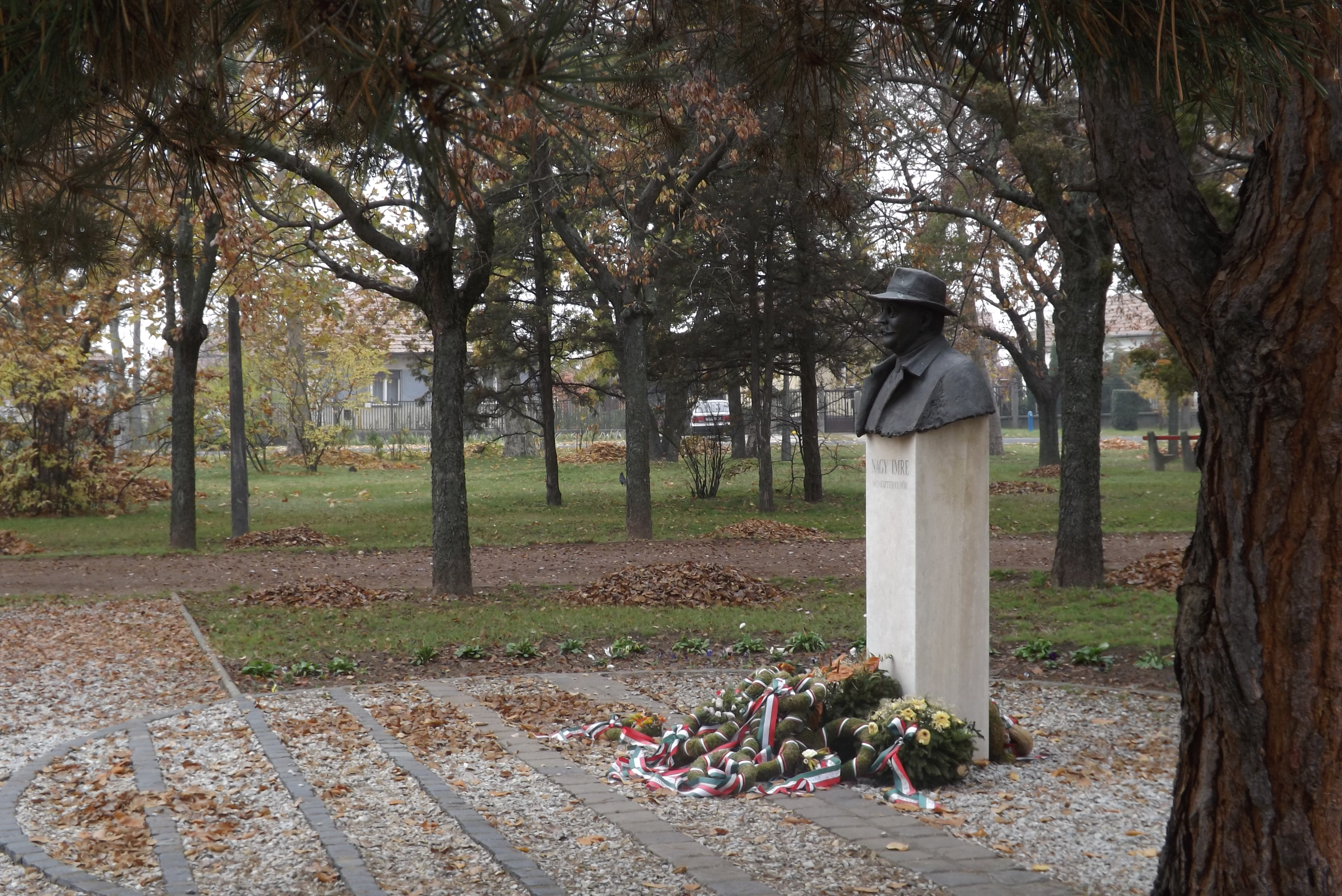
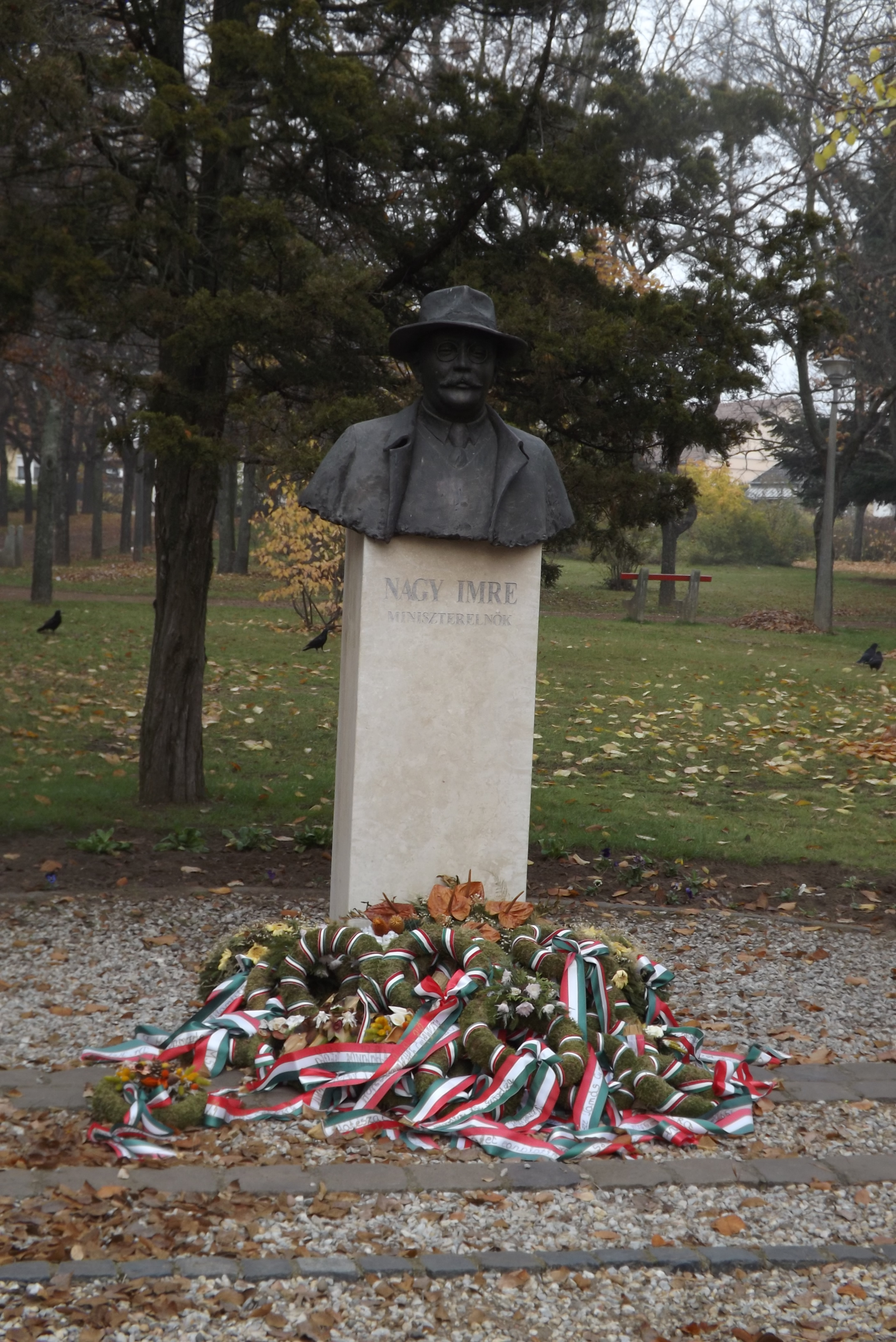